# Polizia selvaggia
Polizia selvaggia è un film poliziesco del 1977 diretto da Guido Zurli con lo pseudonimo di Frank Sanders.

## Trama
Un ladro di basso rango tenta di compiere uno dei suoi colpi, ma invano. L'uomo con una valigetta piena di soldi si barrica in una casa abitata da due donne e da un uomo non vedente...

## Produzione
Girato interamente in Turchia, venne co-prodotto dalla Sara Cinematografica. Inizialmente doveva intitolarsi Faccia da ladro, poi modificato una prima volta in La violenza è la mia legge, e una seconda volta dalla distribuzione con il titolo definitivo.

## Distribuzione
Il film è stato proiettato in prima assoluta televisiva nazionale il 7 settembre 2021 sul canale Cine34.